# Винтовой домкрат

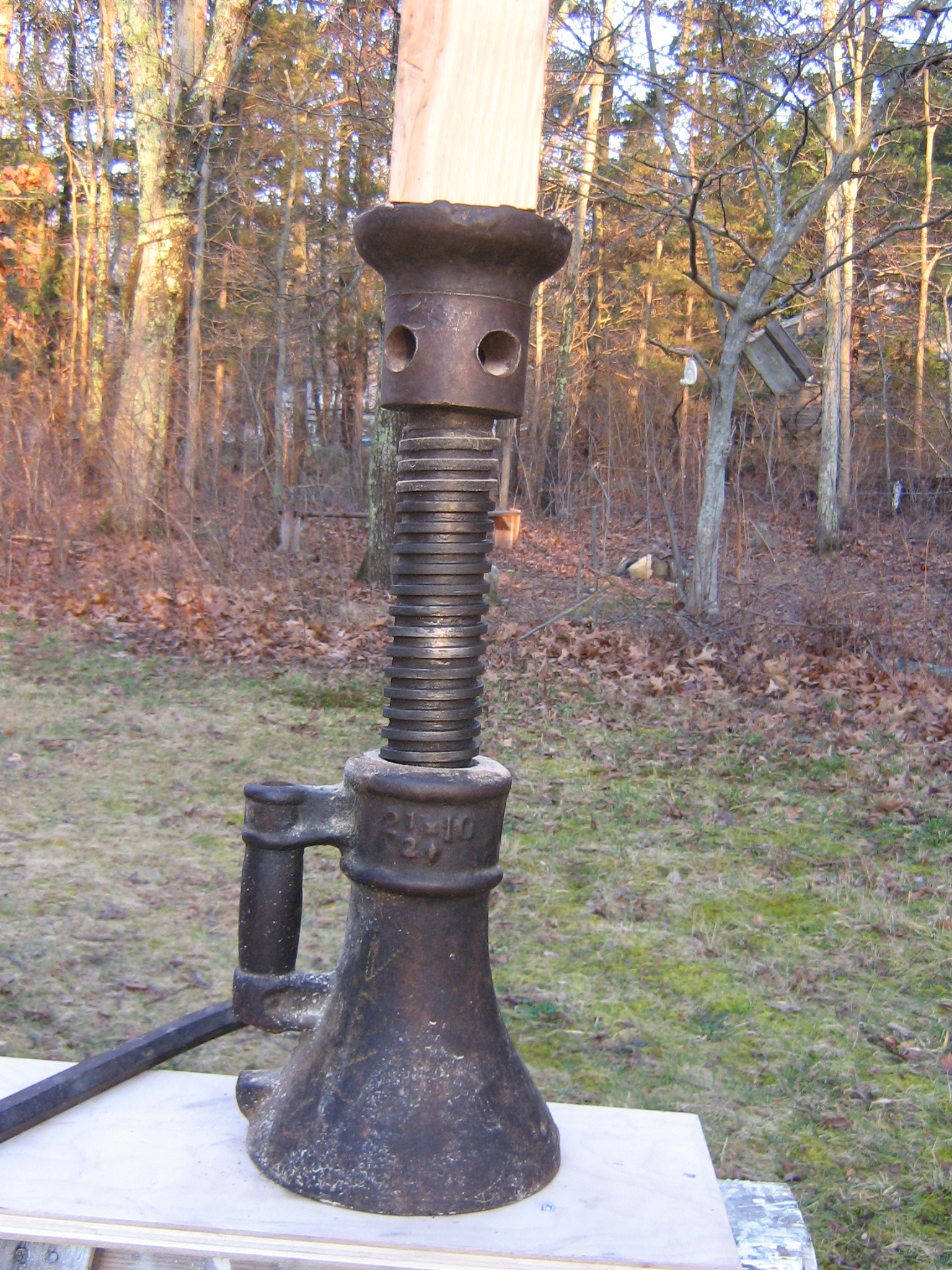
Винтовой домкрат грузоподъемностью 2,5 тонны. Домкрат приводится в действие рычагом (лежит внизу слева), который вставляется в отверстия опоры.

Винтовой домкрат (англ. jackscrew) — грузоподъемный механизм, работающий по принципу передачи «винт — гайка», один из самых древних и самых распространённых сегодня типов домкратов. Винтовые домкраты обычно используются для развития небольшого толкающего или подъемного усилия в быту (автомобильный домкрат) или промышленности (линейный актуатор).

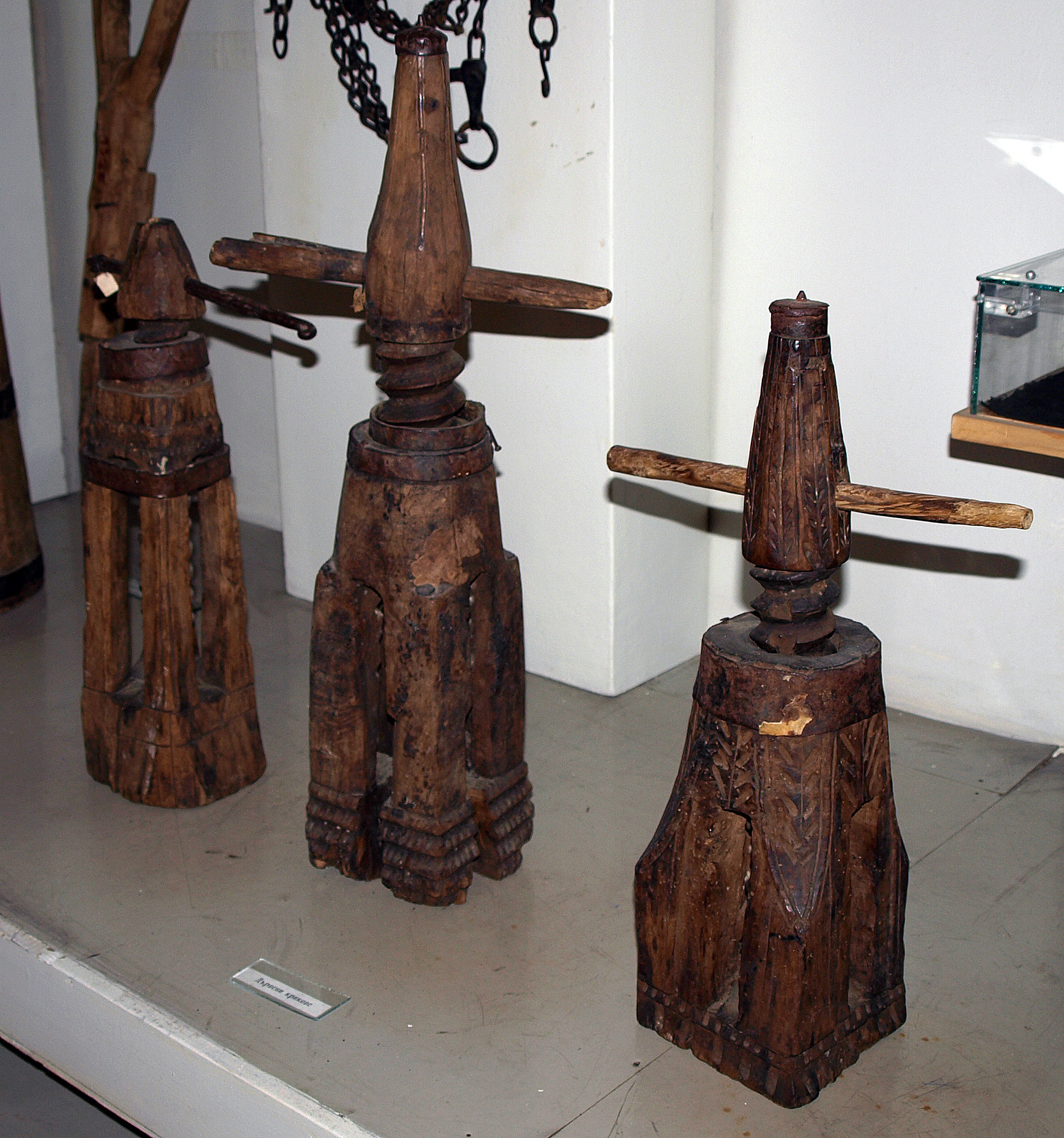
Деревянные домкраты прошлых веков (этнографический музей Елхово, Болгария)

## Конструкция
Классический винтовой домкрат имеет в своей основе высокопрочный стержень с резьбой по всей длине. По стержню перемещается гайка, которая является опорой для перемещаемого груза. В случае с бытовым винтовым домкратом гайка приводится в движение мускульной силой пользователя (вращающие усилие на гайку передается через рычаг).

## Типы винтовых домкратов

Винтовной ножничный (ромбовидный) домкрат.

Кроме классического винтового домкрата, существуют домкраты ножничного типа (также называемые ромбическими домкратами). Ромбический домкрат — наиболее распространённый тип винтового домкрата; именно такими домкратами комплектуются легковые автомобили. Преимущество ножничных винтовых домкратов в их легкости, компактности, удобстве использования и скорости работы.

## Преимущество винтовых домкратов
Выигрыш в силе — определяющий фактор того, почему винтовой домкрат стал популярным инструментом и получил свое распространение. Для винтового домкрата суть выигрыша в силе заключается в выгодном отношении усилия оператора на рычаге домкрата и силы, которую этот домкрат развивает относительно поднимаемого груза.
Математически этот выигрыш описывается как
{\displaystyle {\frac {F_{\text{подъема}}}{F_{\text{оператора}}}}={\frac {2\pi L}{S}}\,}
где
{\displaystyle F_{\text{подъема}}\,} — сила которую домкрат должен развить для подъёма груза;
{\displaystyle F_{\text{оператора}}\,} — вращающая сила, которую должен приложить оператор для того, чтобы домкрат развил силу  {\displaystyle F_{\text{подъема}}\,} ;
{\displaystyle L\,} — длина рычага, при помощи которого оператор передает усилие на резьбу домкрата (длина считается от продольной оси резьбы домкрата);
{\displaystyle S\,} — ход резьбы домкрата, то есть расстояние по резьбе, пройденное винтом за один полный оборот (360°);
Трение в данной формуле игнорируется, но на практике резьбовой механизм винтовых домкратов обнаруживает большое трение, которое соответственно увеличивает необходимое входное усилие, поэтому фактический выигрыш в силе у винтового домкрата составляет не более 50 % от расчетного, несмотря на то, что в современных винтовых домкратах используется специальная опорная резьба, имеющая минимальное трение.

## Недостатки винтовых домкратов
Главный недостаток винтовых домкратов — ограниченность грузоподъемности. Этот недостаток связан с эффектом возрастания трения в резьбе домкрата вместе с ростом требуемой грузоподъемности, в результате чего выигрыш в силе для винтовой конструкции становится невыгодным. Различные улучшения, направленные на получение большего выигрыша в силе, также имеют свой предел.

## Применение винтовых домкратов
Благодаря простой и надежной конструкции, винтовые домкраты широко применяются в различных сферах быта и промышленности. Самое распространенное сегодня применение винтовых домкратов — ручной подъём небольших грузов, когда домкрат приводится в действие мускульной силой оператора. Также винтовые домкраты широко применяются в качестве исполнительных устройств в различных бытовых и промышленных механизмах. Основной пример — это линейные приводы (актуаторы), которые конструкционно являются винтовыми домкратами с червячной или шестеренчатой передачей и широко применяются в современной механике и вариантов исполнения таких актуаторов — многие сотни (от устройств открытия ворот до механизмов перестановки стабилизаторов самолетов).